# Anthology 2
Anthology 2 — альбом-сборник The Beatles, выпущенный звукозаписывающим лейблом Apple Records в марте 1996 года, вторая часть сборника из трёх частей, который вместе с телевизионным документальным сериалом, а также книгой получил название «The Beatles Anthology» (Антология «Битлз»). Альбом поднялся на вершину чарта альбомов Billboard 200, а также был сертифицирован RIAA как четырежды платиновый.

## Об альбоме
В Anthology 2 представлены ауттейки (пробные записи, en:outtakes), редкости (rarities) и альтернативные версии за период с сессий звукозаписи в 1965 году для альбома Help! до сессий непосредственно перед путешествием The Beatles в Ришикеш, Индия (en:The Beatles at Rishikesh) в феврале 1968 года. Альбом начинается со второго нового битловского трека, «Real Love», который так же как и «Free as a Bird» базируется на демозаписи, сделанной Джоном Ленноном и отданной Полу Маккартни вдовой Леннона, Йоко Оно. Три битла добавили гитары, бас, барабаны, перкуссию, бэк-вокальные партии — но в отличие от «Free as a Bird», не перерабатывали ни музыку, ни текст. Автором «Real Love» указан только Леннон — таким образом, эта песня стала единственной песней The Beatles, у которой Леннон указан как единственный автор.
Первый диск содержит три неопубликованных композиции: одна — инструментальная, названная «12-Bar Original», записанная для альбома Rubber Soul, но впоследствии неиспользованная в альбоме; две другие песни, записанные для альбома Help!, — «If You've Got Trouble» and «That Means a Lot» — были отброшены и группа никогда больше не возвращалась к ним. Первая была намечена как обычный вокальный номер для Ринго Старра, а вторая была в конечном счёте отдана певцу Пи Джей Проби (P.J. Proby). Версия песни «Everybody's Trying to Be My Baby», исполненная на знаменитом выступлении группы на стадионе Ши в Нью-Йорке (Shea Stadium) в августе 1965 года, но отсутствующая в документальном фильме «The Beatles at Shea Stadium», опубликована здесь впервые. «Norwegian Wood (This Bird Has Flown)» и «I'm Looking Through You» представлены в ранних версиях, до того как они были переделаны в виде, записанном на альбоме Rubber Soul.
Второй диск содержит рабочие (work-in-progress) версии треков с альбомов Sgt. Pepper's Lonely Hearts Club Band и Magical Mystery Tour. «Your Mother Should Know» также представлена в неиспользованной версии от 16 сентября 1967 года, отличающейся от общеизвестной (known release), а треки 1 и 15 — демозаписи, соответственно, Леннона и Маккартни. Дубль (take) песни «Strawberry Fields Forever», начало которого является первой минутой «канонической» версии в альбоме, представлен здесь в полном объёме на треке 3. Также на диске — записанные (или начатые) в этот период «Only a Northern Song», «You Know My Name (Look Up the Number)» и «Across the Universe», которые были опубликованы значительно позднее, в 1969 и 1970 годах.

### «Carnival of Light»
Один трек, который так и остался официально не издан с тех времен — «Carnival of Light»; на его публикацию в Anthology 2 наложил вето (was vetoed off this set) Джордж Харрисон.
В апреле 2002 года Mark Ellen с сайта Rocking Vicar сообщал, что он спрашивал Маккартни о записи «Carnival of Light» ближе к концу интервью для журнала The Word.

Rocking Vicar: Самый последний вопрос — Carnival of Light: эта запись действительно существует?

Paul McCartney: Конечно, существует. Мы записали эту штуку за 15 минут. Это очень авангардно — как Джордж бы сказал, 'avant garde a clue' — и Джорджу, кстати, это не нравилось, так как он вообще не любил авангардную музыку.

...

Rocking Vicar: Был слух, что этот номер должен был выйти на Антологии. И что случилось?

Paul McCartney: Во время обсуждения состава Антологии Джордж наложил на него вето. Он не нравился Джорджу. Возможно, время для этого номера ещё не пришло.

## Список композиций
Все песни написаны Леннон-Маккартни и в стереозаписи за исключением отмеченных.
Диск 1
1. «Real Love» (Lennon) — 3:54
  - Демо, записанное Ленноном в The Dakota, 1979; версия Beatles записана в феврале 1995
2. «Yes It Is» (Takes 2 & 14) — 1:50
  - Записано на Abbey Road Studios, Лондон, 16 февраля 1965
3. «I'm Down» (Take 1) — 2:53
  - Записано на Abbey Road Studios, Лондон, 14 июня 1965
4. «You’ve Got to Hide Your Love Away» (Takes 1, 2 & 5) [mono] — 2:45
5. «If You’ve Got Trouble» (Take 1) — 2:48
  - Треки 4-5 записаны на Abbey Road Studios, Лондон, 18 февраля 1965
6. «That Means a Lot» (Take 1) — 2:27
  - Записано на Abbey Road Studios, Лондон, 20 февраля 1965
7. «Yesterday» (Take 1) — 2:34
  - Записано на Abbey Road Studios, Лондон, 14 июня 1965
8. «It’s Only Love» (Takes 2 & 3) [mono] — 1:59
  - Записано на Abbey Road Studios, Лондон, 15 июня 1965
9. «I Feel Fine» [mono] — 2:16
10. «Ticket to Ride» [mono] — 2:45
11. «Yesterday» [mono] — 2:43
12. «Help!» [mono] — 2:55
  - Треки 9-12 записаны на «вживую» (live) в ABC Theatre, Blackpool, 1 августа 1965 для телепередачи Blackpool Night Out
13. «Everybody’s Trying to Be My Baby» (Carl Perkins) [mono] — 2:45
  - Записано «вживую» (live) на Shea Stadium, Нью-Йорк, 15 августа 1965
14. «Norwegian Wood (This Bird Has Flown)» (Take 1) — 1:59
  - Записано на Abbey Road Studios, Лондон, 12 октября 1965
15. «I’m Looking Through You» (Take 1) — 2:54
  - Записано на Abbey Road Studios, Лондон, 24 октября 1965
16. «12-Bar Original» (Edited Take 2) (Lennon-McCartney-Harrison-Starkey) — 2:55
  - Записано на Abbey Road Studios, Лондон, 4 ноября 1965
17. «Tomorrow Never Knows» (Take 1) — 3:14
  - Записано на Abbey Road Studios, Лондон, 6 апреля 1966
18. «Got to Get You into My Life» (Take 5) [mono] — 2:54
  - Записано на Abbey Road Studios, Лондон, 7 апреля 1966
19. «And Your Bird Can Sing» (Take 2) — 2:13
  - Записано на Abbey Road Studios, Лондон, 20 апреля 1966
20. «Taxman» (Take 11) (Harrison) — 2:32
  - Записано на Abbey Road Studios, Лондон, 21 апреля 1966
21. «Eleanor Rigby» (Take 14) — 2:06
  - Аккомпанирующая (Backing) струнная группа без вокалов; записано на Abbey Road Studios, Лондон, 28 апреля 1966
22. «I’m Only Sleeping» (Rehearsal) [mono] — 0:41
23. «I’m Only Sleeping» (Take 1) [mono] — 2:59
  - Треки 22-23 записаны на Abbey Road Studios, Лондон, 29 апреля 1966
24. «Rock and Roll Music» (Chuck Berry) [mono] — 1:39
25. «She’s a Woman» [mono] — 2:55
  - Треки 24-25 записаны «вживую» (live) в Nippon Budokan Hall, Токио, 30 июня 1966

Диск 2
1. «Strawberry Fields Forever» (Demo sequence) [mono] — 1:42
  - Демо, записанное Ленноном в Kenwood, Weybridge, ноябрь 1966
2. «Strawberry Fields Forever» (Take 1) — 2:35
  - Записано на Abbey Road Studios, Лондон, 24 ноября 1966
3. «Strawberry Fields Forever» (Take 7 & Edit piece) [mono] — 4:14
  - Full song of take used for intro and first verse — записано на Abbey Road Studios, Лондон, 29 ноября и 9 декабря 1966
4. «Penny Lane» (Take 9 horn overdub) — 3:13
  - Composite of takes записано на Abbey Road Studios, Лондон, 29 декабря 1966 — 17 января 1967
5. «A Day in the Life» (Takes 1, 2, 6 & orchestra) — 5:05
  - Базовый трек мастер-версии без "психоделического" овердаба — composite of takes записано на Abbey Road Studios, Лондон, 19-20 января и 10 февраля 1967
6. «Good Morning Good Morning» (Take 8) — 2:40
  - Composite of takes записано на Abbey Road Studios, Лондон, 8 и 16 февраля 1967
7. «Only a Northern Song» (Takes 3 & 12) (Harrison) — 2:44
  - Composite of takes записано на Abbey Road Studios, Лондон, 13-14 февраля и 20 апреля 1967
8. «Being for the Benefit of Mr. Kite!» (Takes 1 & 2) — 1:05
9. «Being for the Benefit of Mr. Kite!» (Take 7 & effects tape) — 2:34
  - Треки 8-9 composite of takes записано на Abbey Road Studios, Лондон, 17 и 20 февраля 1967
10. «Lucy in the Sky with Diamonds» (Takes 6, 7 & 8) — 3:06
  - Composite of takes записано на Abbey Road Studios, Лондон, 1-2 марта 1967
11. «Within You Without You» (Harrison) — 5:27
  - Instrumental backing track; composite of takes записано на Abbey Road Studios, Лондон, 15 марта — 3 апреля 1967
12. «Sgt. Pepper’s Lonely Hearts Club Band (Reprise)» (Take 5) [mono] — 1:27
  - Записано на Abbey Road Studios, Лондон, 1 апреля 1967
13. «You Know My Name (Look Up the Number)» — 5:43
  - Composite of takes записано на Abbey Road Studios, Лондон, 17 мая 1967 — 30 апреля 1969
14. «I Am the Walrus» (Take 16) — 4:02
  - Базовый трек мастер-версии без "психоделического" овердаба — записано на Abbey Road Studios, Лондон, 5 сентября 1967
15. «The Fool on the Hill» [mono] — 2:48
  - Демо Маккартни, записано на Abbey Road Studios, Лондон, 6 сентября 1967
16. «Your Mother Should Know» (Take 27) — 3:02
  - Записано на Abbey Road Studios, Лондон, 16 сентября 1967
17. «The Fool on the Hill» (Take 4) — 3:45
  - Записано на Abbey Road Studios, Лондон, 25 сентября 1967
18. «Hello, Goodbye» (Take 16 and overdubs) — 3:18
  - Composite of takes записано на Abbey Road Studios, Лондон, 2 и 19 октября 1967
19. «Lady Madonna» (Takes 3 & 4) — 2:22
  - Composite of takes записано на Abbey Road Studios, Лондон, 3 и 6 февраля 1968
20. «Across the Universe» (Take 2) — 3:29
  - Записано на Abbey Road Studios, Лондон, 3-4 февраля 1968

## Издание на виниле
Сторона 1
1. Real Love
2. Yes It Is
3. I'm Down
4. You've Got to Hide Your Love Away
5. If You've Got Trouble
6. That Means a Lot
7. Yesterday
8. It's Only Love

Сторона 2
1. I Feel Fine
2. Ticket to Ride
3. Yesterday
4. Help!
5. Everybody's Trying to Be My Baby
6. Norwegian Wood (This Bird Has Flown)
7. I'm Looking Through You
8. 12-Bar Original

Сторона 3
1. Tomorrow Never Knows
2. Got to Get You into My Life
3. And Your Bird Can Sing
4. Taxman
5. Eleanor Rigby (Strings Only)
6. I'm Only Sleeping (Rehearsal)
7. I'm Only Sleeping (Take 1)
8. Rock and Roll Music
9. She's a Woman

Сторона 4
1. Strawberry Fields Forever (Demo Sequence)
2. Strawberry Fields Forever (Take 1)
3. Strawberry Fields Forever (Take 7 and Edit Piece)
4. Penny Lane
5. A Day in the Life
6. Good Morning Good Morning
7. Only a Northern Song

Сторона 5
1. Being for the Benefit of Mr. Kite! (Takes 1 and 2)
2. Being for the Benefit of Mr. Kite! (Take 7)
3. Lucy in the Sky with Diamonds
4. Within You Without You (Instrumental)
5. Sgt. Pepper's Lonely Hearts Club Band (Reprise)
6. You Know My Name (Look Up the Number)

Сторона 6
1. I Am the Walrus
2. The Fool on the Hill (Demo)
3. Your Mother Should Know
4. The Fool on the Hill (Take 4)
5. Hello, Goodbye
6. Lady Madonna
7. Across the Universe